# 千歳川仮停車場
千歳川仮停車場（ちとせがわかりていしゃじょう）は、1889年の九州鉄道（現在の鹿児島本線）開業時に筑後川（千歳川）の北岸に設けられた仮駅。当時の終点で、現在の肥前旭駅 - 久留米駅間に存在した。「千歳川」は筑後川の別名である。
千歳川仮駅と表記されることもある。

## 沿革
1888年8月に設立された九州鉄道は同年9月、第1期として博多 - 久留米間の工事に着工した。計画上は久留米駅までの開業が予定されていたが、1888年7月に発生した筑後川の氾濫が甚大であったことから橋梁工事が遅れ、仮駅を終点として1889年12月11日に路線を開業した。
当時の博多 - 千歳川間の運転本数は1日3往復で、所要時間は1時間23分であった。
その後、1890年2月24日に千歳川橋梁の工事が完了した。本停車場開業から約3か月後の1890年3月1日、久留米駅の開業と同時に本停車場は廃止となった。

## 千歳川橋梁
本駅の建設理由ともいえる千歳川橋梁（千歳川鉄橋）は、九州初の鉄道用鉄橋（ドイツ製・ポニープラットトラス工法、9連）であった。
大正期に入ると機関車の大型化に伴い架け替えが行われ、旧橋梁は熊本県の鹿本鉄道に譲渡された。鹿本鉄道では4連に短縮された上で菊池川を跨ぐための「菊池川橋梁」として再利用された。同線は1960年に廃線となり、鉄橋も撤去されたが、その一部は後に宮原駅跡に保存された。2002年に再度移転し、現在は山鹿市の道の駅水辺プラザかもとの遊歩道の一部として展示されている。
また、現在も鹿児島本線から「千歳川橋梁」の名前は失われておらず、1977年に完成した現在の複線トラス鋼橋も千歳川橋梁と称されている。

## 隣の駅
九州鉄道
開業時点
鳥栖駅 - 千歳川仮停車場
廃止時点
鳥栖駅 - （千歳川仮停車場） - 久留米駅